# Ceres (Bovenkarspel)
De Ceres is een achtkante stellingmolen-korenmolen staande aan de Broekerhavenweg in Bovenkarspel.
De molen werd in 1849, met ouder materiaal, gebouwd als opvolger van een standerdmolen. Het hout is zeer waarschijnlijk afkomstig uit Zweden en is daar rond 1660 gekapt. Het betrof de molen 'De Oude Haas' uit Zaandijk. De molen kreeg dan ook de naam 'De Haas', totdat landbouwcoöperatie 'Ceres' de molen in 1908 overnam en hij de huidige naam kreeg.
Tot aan 1968 heeft de molen nog regelmatig gemalen. Daarna draaide de molen wel, maar het veevoer kwam uit een fabriek. In 1986 kwam de molen in handen van Stichting De Westfriese Molens, maar de molen raakte steeds meer in verval. Dat lot trokken een aantal lokale molenliefhebbers zich aan die Stichting Vrienden van molen Ceres oprichtten. Zij namen in 1992 eigenhandig de omvangrijke restauratie op zich. De molen werd gedemonteerd en kap en achtkant stond tijdenlang naast de onderbouw. Uiteindelijk was de Ceres vanaf 1998 weer maalvaardig en maalde hij tarwe en spelt. Het is ook een trouwlocatie voor de gemeente Stede Broec, waar Bovenkarspel toe behoort.
Op 31 december 2019 brandde de molen volledig uit. De molen werd mogelijk geraakt door vuurwerk. Hij is niet volledig afgebrand, omdat er riettouwtjes om het riet heen zaten. Doordat die braken viel het riet naar beneden en is de molen er nog redelijk goed vanaf gekomen. Het karkas liep lichte schade op, de onderbouw liep juist waterschade op. Ondanks de brand bleef de monumentstatus van rijksmonument behouden. De Rijksdienst voor het Cultureel Erfgoed was ook een van de instanties die bij overleg over restauratie betrokken was. Er werden verschillende acties opgezet om de molen financiële hulp te bieden voor de restauratie. Een van deze prijzen was de BankGiro Loterij Molenprijs 2020, welke na stemacties van het publiek werd uitgekeerd. Bij het schoonmaken van de molen bleek dat het wiekenkruis, de bovenas en de molenstenen nog bruikbaar waren. Eind 2020 werd de eerste fase van de restauratie afgerond: de molen werd waterdicht gemaakt en verbrande houtresten werden afgekrabd zodat alleen stevig hout overblijft. Na een publieksactie kwam er €10.000 vrij, welke door het Prins Bernhard Cultuurfonds verdubbeld werd. Door dit bedrag kon de restauratie van de molenwieken in 2021 beginnen.
Op 18 maart 2022 is de gerestaureerde molen officieel heropend door prinses Beatrix.